# ويكيبيديا الهاوائية
ويكيبيديا الهاوايية (الهاوائية: Hawai‘i Wikipikia) هي النسخة الهاوائية من موسوعة ويكيبيديا. وهي واحدة من أربع نسخ من ويكيبيديا البولينيزية.و تجري معظم المناقشات في ويكيبيديا الهاوائية باللغة الإنجليزية، حيث يجد معظم المستخدميها أنه من الأسهل استخدام اللغة الإنجليزية.

## الإحصائيات
| عدد المستخدمين المسجلين | عدد المستخدمين النشيطين | عدد المقالات | صفحات المحتوى | عدد التعديلات | عدد الملفات المرفوعة | عدد الإداريين |
| ----------------------- | ----------------------- | ------------ | ------------- | ------------- | -------------------- | ------------- |
| 19٬009                  | 27                      | 2٬870        | 6٬061         | 99٬596        | 0                    | 1             |

## التاريخ
- أكتوبر 2007 - أنشئت المقالة رقم 100.[2]
- فبراير 2008 - أنشئت المقالة رقم 1000.[2]
- سبتمبر 2015 - أنشئت المقالة رقم 2000.[3]